# Rohlstorf
Rohlstorf település Németországban, Schleswig-Holstein tartományban. Lakosainak száma 1225 fő (2023. december 31.).

## Népesség
A település népességének változása:
| Lakosok száma | 810  | 1267 | 1267 | 1213 | 1203 | 1225 |
|               | 1975 | 2017 | 2019 | 2021 | 2022 | 2023 |